# Église Saint-Martin de Lugny-lès-Charolles
L'église Saint-Martin de Lugny-lès-Charolles est une église située sur le territoire de la commune de Lugny-lès-Charolles, dans le département français de Saône-et-Loire et la région Bourgogne-Franche-Comté.

## Historique
L'église, bâtie au XIXe d'après des plans dressés par l'architecte Rotival de Charolles, a été inaugurée en 1891, le jour de l'Immaculée conception (8 décembre).

## Description
Le tympan, œuvre du sculpteur Mathieu Gautheron, représente saint Martin, patron de l'église.
L'église dispose de douze vitraux sortis de l'atelier du maître verrier Besnard de Chalon-sur-Saône.

## Mobilier
L'église a pour particularité de disposer dans son clocher de l'une des plus anciennes cloches du diocèse d'Autun, fondue en l'an 1611, classée au titre des monuments historiques en 2019.

## Culte
Édifice consacré du diocèse d'Autun relevant de la paroisse Sainte-Marie-Madeleine-en-Charolais (siège à Charolles) – qui en est affectataire au titre de la loi de 1905 –, l'église de Lugny-lès-Charolles est un lieu de culte catholique.